# Solenomorpha
Solenomorpha is een geslacht van uitgestorven tweekleppigen, dat leefde van het Vroeg-Devoon tot het Laat-Perm.

## Beschrijving
Deze tweekleppige valse messchede had een lange, smalle schelp, die breed aan de voorkant was en naar achteren toe geleidelijk versmalde. De wervel bevond zich aan de voorkant van de schelp. De gladde, symmetrische kleppen, die bezet waren met concentrische groeilijnen, vormden een licht gapende achterrand.

## Leefwijze
Dit geslacht leefde ingegraven in zachte sedimenten.